# Klostertod
Der Klostertod ist eine juristische Konstruktion des Mittelalters.  Eine lebende Person wurde bei Eintritt in einen Nonnen- oder Mönchsorden für die weltliche Rechtsprechung für tot erklärt und verlor ihre Rechtsfähigkeit. Ihre Besitztümer gingen an die Erben über. Ein erneuter Erwerb von Vermögen war nicht möglich. Ordensangehörige lebten ihr  Verständnis der Apostelgeschichte des Lukas 4,32: „Keiner nannte etwas von dem, was er hatte, sein Eigentum, sondern sie hatten alles gemeinsam“ und so die Vita communis.
Aus den Glossen zum Sachsenspiegel wurde der Klostertod noch 1794 in das Allgemeine Landrecht (ALR) in Preußen (II 11 §§ 1199 ff.) übernommen. Die gesetzgeberische Intention entfiel weitgehend 1803 mit der Aufhebung vieler Klöster durch den Reichsdeputationshauptschluss. Erst in den modernen europäischen Zivilrechtskodifikationen des 19. Jahrhunderts ist der Klostertod nicht mehr enthalten.